# Delivery
Delivery is een Britse band. Het is een van de bands van waaruit de sleutelfiguren van de Canterbury-scene afkomstig zijn, naast bands als The Wilde Flowers, Soft Machine en Caravan.
De eerste bezetting van de groep dateert uit 1966. De band bestond uit Phil Miller op gitaar, zijn broer Steve Miller op piano, Pip Pyle op drums en Jack Monk op basgitaar. Er werd opgetreden in en rond Londen. De band wordt uitgebreid met Lol Coxhill op saxofoon en Roy Babbington vervangt Jack Monk.
In 1969 werd de band uitgebreid met Carol Grimes als zangeres. De band stond dan ook vaak bekend als Carol Grimes’ Delivery. In deze samenstelling maken ze in 1970 een album, Fools Meeting. Januari 1971 vertrok Pip Pyle, en werd hij vervangen door Laurie Allan, dit zou maar kort duren, al snel erna ging Delivery uiteen.
In 1972 werd Delivery heropgericht door Steve Miller, met een bezetting van hem, zijn broer Phil, Pip Pyle en Richard Sinclair op basgitaar. Van deze versie van Delivery is niet veel bewaard gebleven. Wanneer drie van de vier overstappen naar Hatfield and the North is het ook met deze versie van Delivery gedaan.
Een laatste versie van Delivery werd vervolgens door  Steve Miller bij elkaar gehaald, ditmaal met Lol Coxhill, Roy Babbington en Laurie Allan. Maar het vertrek van Babbington naar Soft Machine was het definitieve einde van Delivery.
Eén maal nog werd Delivery bij elkaar gehaald, bij een benefietoptreden juni 1998 voor Steve Miller, die aan kanker leed en zes maanden later zou overlijden. De eenmalige samenstelling was Steve Miller, Phil Miller, Lol Coxhill, Pip Pyle, Carol Grimes en Fred Baker (op basgitaar).

## Discografie
1970  -   Fools Meeting